# Skarmory
Skarmory és una de les espècies que apareixen a la franquícia Pokémon. És de tipus acer i volador, una combinació que no es dona en cap altre Pokémon. El seu nom és una combinació dels mots anglesos scar («cicatriu») o sky (cel), d'una banda, i armor («armadura») o armory (sala d'armes), de l'altra banda.
És un dels Pokémon utilitzats per Gary Oak, Barry i els líders de gimnàs Falkner, Jasmine i Winona, així com Steven Stone, un dels membres de l'Elite Four. Skarmory no apareix en els videojocs Pokémon Gold, Pokémon LeafGreen i Pokémon HeartGold.

## A l'anime
Skarmory debuta a l'anime a l'episodi Hot Matches, en el qual lluita contra el Vulpix de Brock i el Cyndaquil d'Ash Ketchum. Gary Oak en té un, que apareix a The Ties That Bind. La líder de gimnàs Winona també en fa servir un a Who's Flying Now?. També surten altres exemplars de Skarmory als episodis All Torkoal, No Play!, Grass Hysteria i Going for Choke.